# Andrena gorkhana
Andrena gorkhana är en biart som beskrevs av Osamu Tadauchi och Matsumura 2007. Andrena gorkhana ingår i släktet sandbin, och familjen grävbin. Inga underarter finns listade i Catalogue of Life.